# Férfi távolugrás a 2011. évi nyári európai ifjúsági olimpiai fesztiválon
A 2011. évi nyári európai ifjúsági olimpiai fesztiválon az atlétikai versenyszámokat Trabzonban rendezték. A férfi távolugrás selejtezőjét július 26.-án, a döntőjét pedig július 27.-én rendezték.

## Selejtező
| H  | Cs | Név                      | Nemzet             | 1           | 2           | 3            | E     | Mj |
| -- | -- | ------------------------ | ------------------ | ----------- | ----------- | ------------ | ----- | -- |
| 1  | B  | Semen Popov              | Oroszország        | 7.28 (+3.8) | -           | -            | 7.28w | Q  |
| 2  | A  | Tomas Veszelka           | Szlovákia          | 6.96 (-0.8) | 7.00 (+3.1) | 7.20 (+1.8)  | 7.20  | Q  |
| 3  | A  | Mickael-Meba Zeze        | Franciaország      | 7.20 (+2.2) | -           | -            | 7.20w | Q  |
| 4  | B  | Mathias Broothaerts      | Belgium            | 7.04 (+2.1) | 7.15 (+1.8) | 6.98 (+2.3)  | 7.15  | q  |
| 5  | A  | Elliot Safo              | Egyesült Királyság | 6.99 (+0.5) | 7.07 (+3.7) | X            | 7.07w | q  |
| 6  | A  | Stefano Braga            | Olaszország        | 7.00 (+0.7) | X           | 7.05 (+2.4)  | 7.05w | q  |
| 7  | A  | Gavan Koekkoek           | Hollandia          | X           | 7.03 (+2.5) | 6.83 (+2.8)  | 7.03w | q  |
| 8  | B  | Ionut Grecu              | Románia            | 6.97 (+2.7) | X           | 6.94 (+3.0)  | 6.97w | q  |
| 9  | A  | Maximilian D. Chichowski | Németország        | X           | 6.92 (+0.1) | X            | 6.92  | q  |
| 10 | A  | Sergio Acera             | Spanyolország      | X           | 6.87 (-0.3) | 6.91 (+2.0)  | 6.91  | q  |
| 11 | A  | Ville Hakomaki           | Finnország         | 6.68 (+4.1) | 6.87 (+0.8) | 6.86 (+3.6)  | 6.87  | q  |
| 12 | B  | Jiri Sykora              | Csehország         | 6.44 (+1.3) | 6.75 (+0.9) | 6.86 (+3.6)  | 6.86w | q  |
| 13 | B  | Ivan Gagro               | Horvátország       | 6.68 (+1.4) | 6.69 (+2.6) | 6.85 (+3.3)  | 6.85w |    |
| 14 | B  | Zan Brus                 | Szlovénia          | X           | 6.74 (+2.2) | X            | 6.74w |    |
| 15 | B  | Uladzislau Trafimovich   | Fehéroroszország   | 6.40 (+2.6) | 6.53 (+1.0) | 6.69 (+3.4)  | 6.69w |    |
| 16 | B  | Orkhan Aslanov           | Azerbajdzsán       | X           | X           | 6.65 (+4.06) | 6.65w |    |
| 17 | B  | Levon Aghasyan           | Örményország       | 6.37 (+4.3) | 6.57 (+3.2) | 5.72 (+2.0)  | 6.57w |    |
| 18 | B  | Benjamin Gabrielsen      | Dánia              | 6.36 (+1.2) | 6.53 (+3.1) | X            | 6.53w |    |
| 19 | A  | Xhaneto Zefi             | Albánia            | X           | 5.32 (0.0)  | 5.70 (+4.2)  | 5.70w |    |
| -  | B  | David Goettlinger        | Ausztria           | X           | X           | X            | -     | NM |
| -  | A  | Benjamin Gfoehler        | Svájc              | X           | X           | X            | -     | NM |

## Döntő
| H     | Név                      | Nemzet             | 1           | 2           | 3           | 4           | 5           | 6           | E     | Mj |
| ----- | ------------------------ | ------------------ | ----------- | ----------- | ----------- | ----------- | ----------- | ----------- | ----- | -- |
| Arany | Elliot Safo              | Egyesült Királyság | 7.29 (+3.4) | 7.05 (+1.2) | 7.37 (+1.4) | X           | 7.21 (+0.7) | 7.38 (+1.4) | 7.38  | PB |
| Ezüst | Stefano Braga            | Olaszország        | 7.30 (+3.8) | 7.36 (+3.4) | X           | 7.27 (+0.3) | 7.09 (+1.7) | 7.27 (+1.6) | 7.36w |    |
| Bronz | Semen Popov              | Oroszország        | 5.70 (+5.7) | 7.25 (+3.2) | 7.25 (+1.7) | 7.10 (+1.7) | 7.25 (+1.9) | 7.36 (+1.4) | 7.36  |    |
| 4     | Ionut Grecu              | Románia            | 7.27 (+1.5) | 7.26 (+3.3) | 7.12 (+1.3) | 7.13 (+1.0) | X           | X           | 7.27  |    |
| 5     | Mickael-Meba Zeze        | Franciaország      | 6.96 (+2.9) | 7.08 (+3.8) | 6.97 (+4.4) | 7.26 (+0.5) | 7.20 (+0.6) | 7.18 (+1.4) | 7.26  | PB |
| 6     | Tomas Veszelka           | Szlovákia          | 7.19 (+2.6) | X           | -           | 7.20 (+1.0) | -           | 7.07 (-0.8) | 7.20  |    |
| 7     | Mathias Broothaerts      | Belgium            | 6.87 (+0.7) | 6.94 (+1.8) | 6.98 (+1.7) | 6.72 (+2.0) | 6.74 (+2.5) | 6.88 (+1.5) | 6.98  |    |
| 8     | Jiri Sykora              | Csehország         | 6.82 (+2.4) | 5.17 (+1.6) | 6.86 (+1.8) | 6.73 (+2.4) | X           | 6.51 (+0.9) | 6.86  |    |
| 9     | Ville Hakomaki           | Finnország         | 6.74 (+1.0) | 6.85 (+1.0) | 6.78 (+1.6) |             |             |             | 6.85  |    |
| 10    | Gavan Koekkoek           | Hollandia          | X           | X           | 6.72 (+3.1) |             |             |             | 6.72w |    |
| 11    | Sergio Acera             | Spanyolország      | 3.23 (+3.0) | -           | -           |             |             |             | 3.23w |    |
| -     | Maximilian D. Chichowski | Németország        | (+3.0)      |             |             |             |             |             | -     | NM |